# Бывальщина
Быва́льщина (быль) — в русском народном творчестве краткий устный рассказ о происшествии, случае, имевшем место в действительности, без упора на личное свидетельство рассказчика. Перекликается с термином «городская легенда» (калька с англ. urban legend).
Бывальщина (по сравнению с быличкой) уже ближе к легендам и сказаниям («люди сказывают, что…»).

## История
Термины «быличка» и «бывальщина» стали известны в народе не позднее, чем в XIX веке.
В конце XIX — начале XX вв. бывальщины и былички собирали Д. Н. Садовников, П. С. Ефименко, Н. Е. Ончуков, Д. К. Зеленин, Б. М. и Ю. М. Соколовы, И. В. Карнаухова. Огромное количество мифологических рассказов удалось записать С. В. Максимову.
Более полное изучение быличек началось со второй половины XX века. Э. В. Померанцева предложила чёткое разграничение терминов «быличка» и «бывальщина»: «термин „быличка“ соответствует понятию суеверный меморат… От бывальщины, досюльщины, предания, то есть фабулата… быличка отличается… бесформенностью, единичностью, необобщённостью».

## Жанры
В настоящее время нет классификации, которая учитывала бы все особенности суеверных меморатов. Исследователи предлагают различные подходы к изучению данного жанра. Как правило, разнообразный по тематике репертуар быличек и бывальщин фольклористы делят на ряд тематических циклов, где в свою очередь выделяют группы суеверных меморатов. Так, Э. В. Померанцева предлагает классифицировать былички на рассказы:
- о духах природы (о лешем, водяном, полевике, полуднице, русалках),
- о домашних духах (о домовом, баннике, овиннике, хлевнике),
- о чёрте,
- о волшебных кладах,
- о мертвецах,
- о привидениях,
- о колдунах,
- о нечистой силе.

Другие исследователи предлагают, что бывальщины по жанрам можно разделить на охотничьи, рыбацкие, военные, любовные, о колдунах, видениях и т. д., но такое деление было бы очень условным. В любой группе бывальщин могли оказаться элементы соседней группы и даже не одной, а нескольких, реалистические образы могли чередоваться с фантастическими, поскольку всё зависело от таланта рассказчика, обстоятельств во время импровизации и от состава слушателей.

## Содержание
Немаловажную роль при записи быличек имеет не только их тематика, но и ситуация, в которой они рассказаны, и личность повествователя.
Добавляя к реальным фактам нечто своё, образное, фантазируя и сочиняя, они постепенно и сами начинали верить в то, что рассказывали. После нескольких повторений фантастический образ закреплялся, становился для импровизатора как бы реально случившимся фактом.
В отличие от преданий бывальщина жила ровно столько, сколько минут её рассказывали, но тот или иной сюжет или ход мог всплыть по любому поводу и в любом месте. Кочующие сюжеты теряли, однако, свою прелесть.
По пристрастиям, по преобладанию бытового материала не всегда можно было угадать профессиональную принадлежность рассказчика. Так, сюжет о собаке, оставленной охотником один на один с медведем, мог родиться и в среде, далёкой от охоты. Большое число бывальщин создавалось на основе видений, так называемой блазни. Поблазнило — значит показалось, померещилось, случилось нечто сверхъестественное, нездешнее. Бытовые детали таких видений бывают настолько реалистичны, точны и образны, что не верить в рассказ очень трудно. Бывали, с другой стороны, и вполне документальные, невыдуманные бывальщины, пульсирующие у самой кромки фантастического, потустороннего. Если в этом смысле вспомнить литературу, то рассказ И. С. Тургенева «Стучит» — лучший пример. Будучи сам полностью реалистом, писатель как бы оставляет возможность и фантастического толкования обстоятельств: читатель-скептик услышит в тургеневском рассказе стук обычной телеги, а читатель с фантазией — грохот дьявольской колесницы. Кстати, в большой группе народных фантастических бывальщин как раз и используется сюжет с лошадьми, то скачущими в пределы потустороннего, то угоняемыми нечистым, отбирающим вожжи у пьяных возниц и т. д.
Почти все сюжеты гоголевских «Вечеров», да и сам образ рыжего малороссийского пчеловода, очень близки русскому Северо-Западу. Родство гоголевских историй с северными бывальщинами удивительно. Например, рассказ о дочери сотника и её мачехе. Страшная кошка с воем исчезла, когда падчерица ударила её отцовской саблей. Мачеха появляется наутро с завязанной рукой. Тема оборотня с подобным сюжетом звучит и во многих северных бывальщинах, но вместо мачехи может быть колдун, вместо кошки — волк, а сабля может стать хлебным ножом или серпом. Интересно, что в таких рассказах вовсе не каждый раз добрые силы побеждают и торжествуют, хотя нравственная направленность всегда ясна и определённа. У мужика, который в молодости сбросил церковный колокол, начинают сохнуть руки, изменивший своей невесте парень «сгорает» от вина, спивается до смерти и т. д.
Художественная сила народных бывальщин достигает своих пределов как раз на неуловимых стыках реального и фантастического. Плясали, плясали девицы с какими-то уж очень нахальными чужаками, и вдруг один наступил девушке на ногу. Но поскольку каждая деревенская девушка знает разницу между копытом и человеческой ногой, она тут же сообразила, что это за чужаки. В других случаях ничего вроде бы сверхъестественного не происходит, например, дедушка-странник, которого пустили ночевать, накормили и напоили, в благодарность за всё это увёл из дома всех тараканов. А то вдруг женщина никак не может затопить печь поутру, и выясняется, что причина тому некий ночной грех. Фривольность многих бывальщин нейтрализуется общей нравственной интонацией. Так, оказалось, что неверный муж, взявший у жены деньги на прелюбодейство, имел дело не с бобылкой-соседкой, а со своей же супружницей. Утром, хвалясь перед ним заработком, жена приговаривает: «Сено продадут, дак ещё дадут».
Военный фольклор также богат короткими занимательными рассказами. Чудесные истории с часовыми, стоящими на посту, рассказы о нечистой силе, противостоящей солдатской хитрости, перемежаются здесь подлинными эпизодами и интересными случаями, которыми изобиловал фронтовой и солдатский быт.